# Fisz

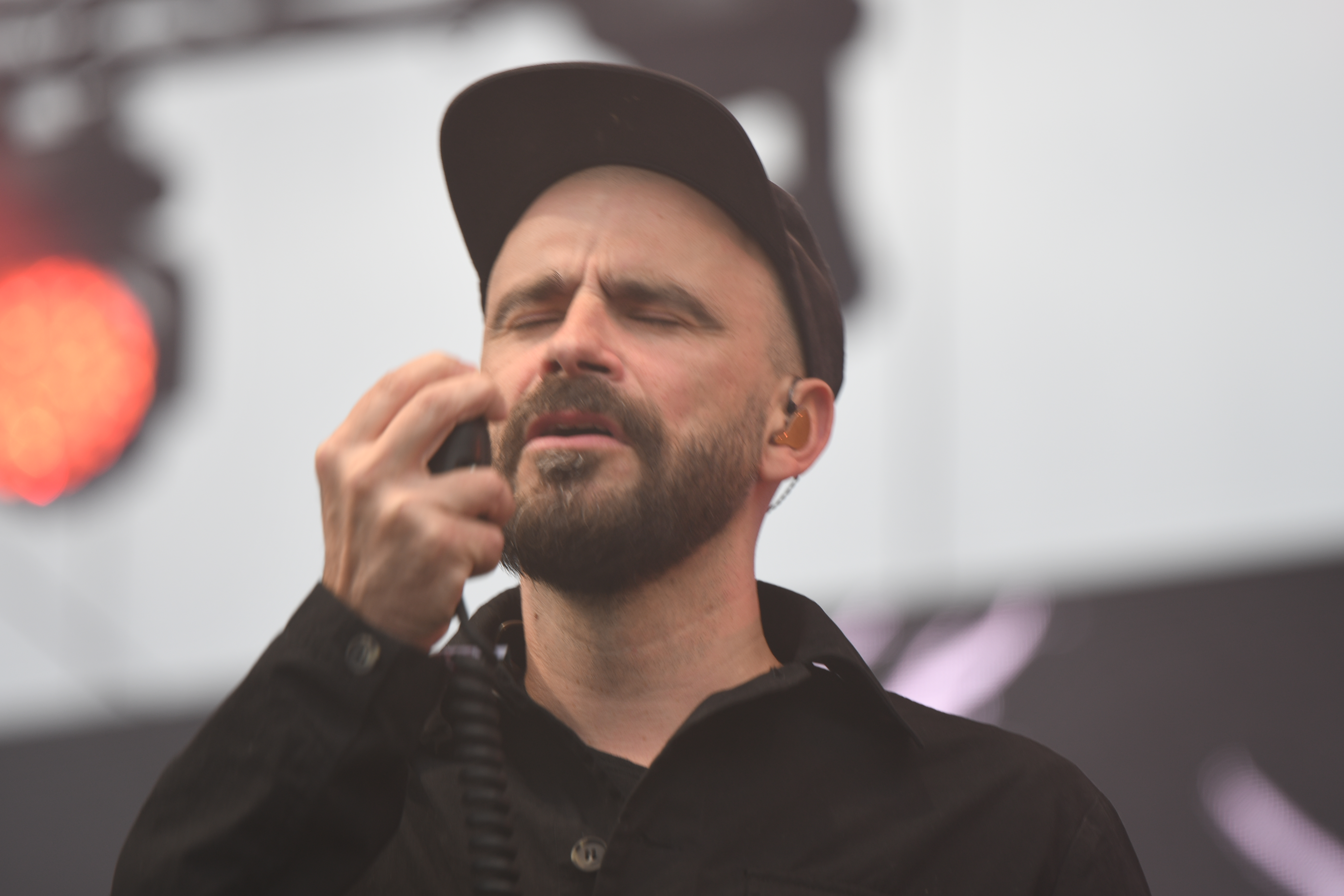
Fisz 2023

Fisz [ˈfiʃ] (* 19. März 1978; bürgerlich Bartosz Waglewski) ist ein polnischer Rapper, Maler und Musiker.

## Leben
Er ist Sohn des polnischen Musikers Wojciech Waglewski und Bruder des Produzenten und DJs Emade, mit welchem er zusammen Musik macht. Seine musikalische Karriere begann er als klassischer Rapper in der Gruppe RHX und wandte sich immer mehr Jazz-Einflüssen (Na wylot, F3, Alben mit der Bassisters Orchestra) sowie experimentellen Klängen (Wielki ciężki słoń, Fru!) zu. Auf späteren Alben huldigte er seinen Jugendidolen – Heavi Metal ist reich an Anspielungen auf die Metal-Musik, Zwierzę bez nogi erinnert stark an die Musik der frühen Beastie Boys (auch das Video zum Titellied ist entsprechend stilisiert). Im Rahmen der Projekte Kim Nowak (mit Emade) und Waglewski Fisz Emade spielte er vier Rock-Alben ein, auf denen er E-Bass spielt und singt.
Fiszs Texte sind bekannt für ihr Reichtum an Wortspielen.
Fisz studierte an der Europäischen Kunstakademie in Warschau. Seine Malerei ist von den Werken Joan Mirós und Jean-Michel Basquiats beeinflusst.

## Diskografie
- 2000: Polepione dźwięki (dt.: Zusammengeklebte Töne)
- 2001: Na wylot (dt.: Durch und durch)
- 2002: Fisz Emade jako Tworzywo Sztuczne F3
- 2004: Tworzywo Sztuczne Wielki Ciężki Słoń (dt.: Großer, schwerer Elefant)
- 2004: Tworzywo Sztuczne Na Rzywo w Mózgu (dt.: Live im Gehirn)
- 2006: Fisz Emade Piątek 13 (dt.: Freitag 13)
- 2008: Fisz Emade Heavi Metal
- 2011: Fisz Emade Zwierzę bez nogi (dt.: Tier ohne Bein)
- 2014: Fisz Emade Tworzywo Mamut
- 2016: Fisz Emade Tworzywo Drony (dt.: Drohnen)

### Sonstige
- 1999: RHX Opowieści z podwórkowej ławki (dt.: Geschichten von der Hofbank; mit Emade und Inespe)
- 2002: Bassisters Orchestra Bassisters Orchestra (mit Emade, Mikołaj Trzaska, Wojtek Mazolewski, Macio Moretti und Bunio)
- 2004: Bassisters Orchestra Live at Wrzeszcz
- 2005: Fisz Envee Fru!
- 2006: Bassisters Orchestra Numer jeden (dt.: Nummer eins)
- 2008: Waglewski Fisz Emade Męska muzyka (dt.: Musik für Männer) (PL: Platin)[7]
- 2010: Kim Nowak Kim Nowak (mit Emade)
- 2012: Kim Nowak Wilk (mit Emade)
- 2013: Waglewski Fisz Emade Matka, syn, Bóg (dt.: Mutter, Sohn, Gott) (PL: Gold)